# Resclosa de Fonseranes
La Resclosa de Fonseranes (oc. Esclusas de Fonseranas) és l'obra més gran del canal del Migdia, als peus de Besièrs. El conjunt de la resclosa comporta avui vuit basses amb forma oval (específiques d'aquest canal), amb nou portes que permeten franquir un desnivell de 21,5 metres, sobre una longitud de 300 metres.
Un lloc escollit i l'enginy tècnic que representa en matèria de canals sedueix encara avui els visitants. Els edificis tradicionals com les dependències per a les diligències d'aigua o la casa de l'encarregat de la resclosa, encara es poden visitar. Aquest conjunt és el 3r lloc turístic més vistat de tot el Llenguadoc-Rosselló, després del Pont del Gard i Carcassona. També és l'obra més visitada del Canal del Migdia amb 320000 visitants cada any.
Des de 1990, la resclosa té una rampa per poder pujar i baixar els vaixells i evitar el conjunt de rescloses, més lent.
El conjunt de les recloses (s'hi comprèn també els paraments de les vuit basses, els molls del conjunt, tant sobre el canal com sobre el canal d'evacuació, les catorze voltes d'escala que flanquegen les basses, les pilones d'amarrament en pedra, com també les palanques amb volta situades a la bassa més baixa i entre la quarta i la cinquena) forma part dels Monuments històrics de França per un acord del 14 d'octubre de 1996.

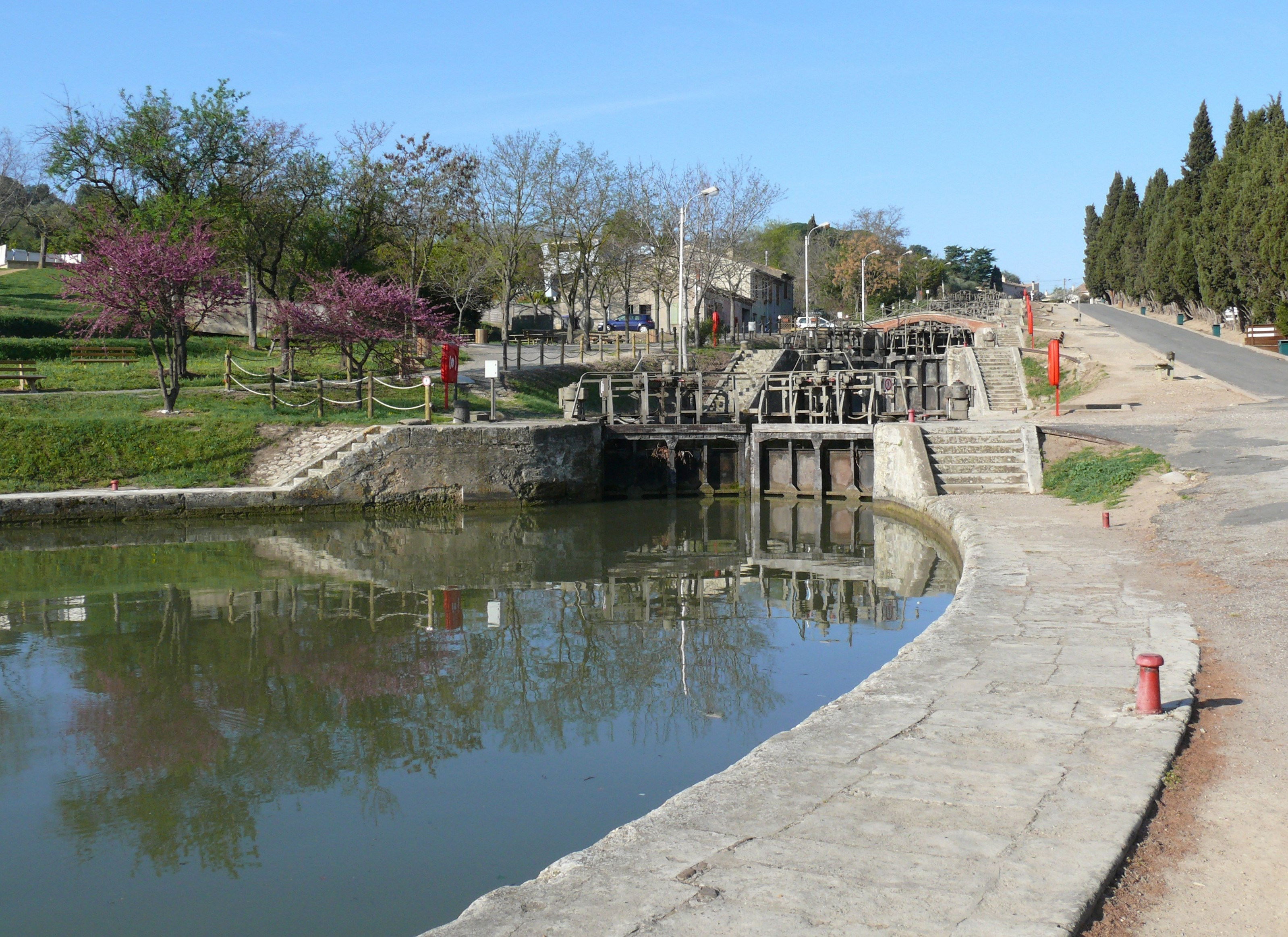
Rescloses de Fonserannes
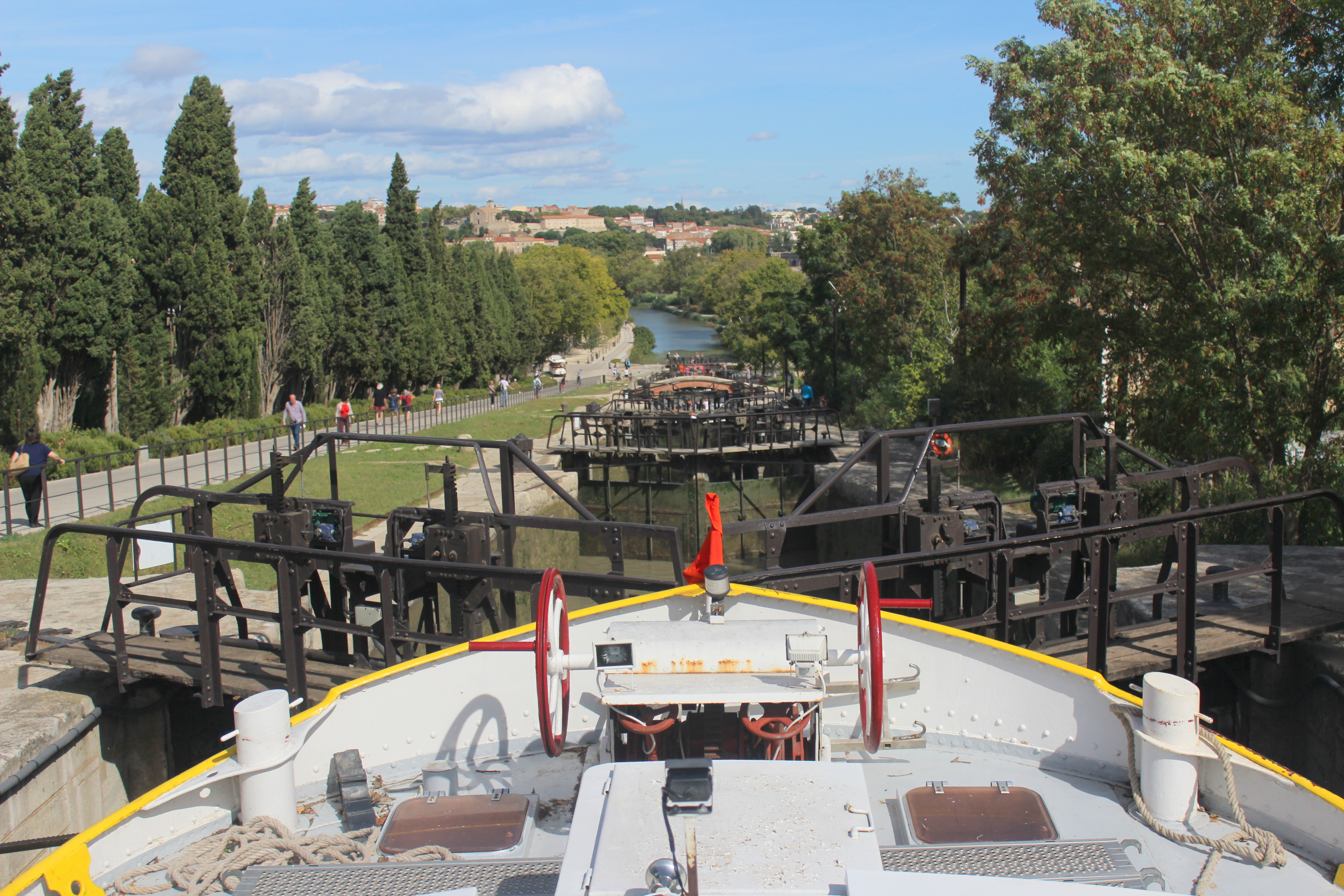
Rescloses de Fonserannes des del pany superior
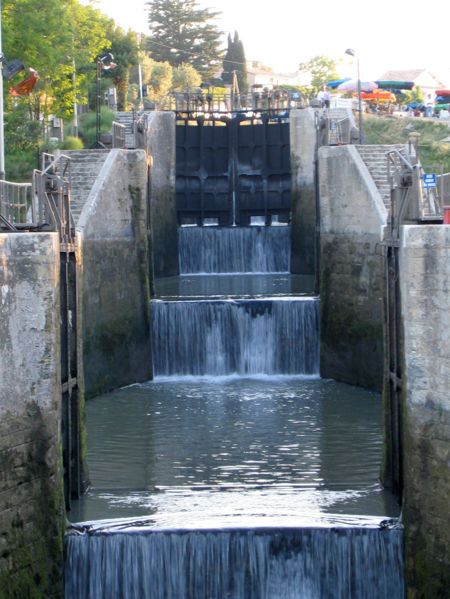
Rescloses obertes el 29 de maig de 2005
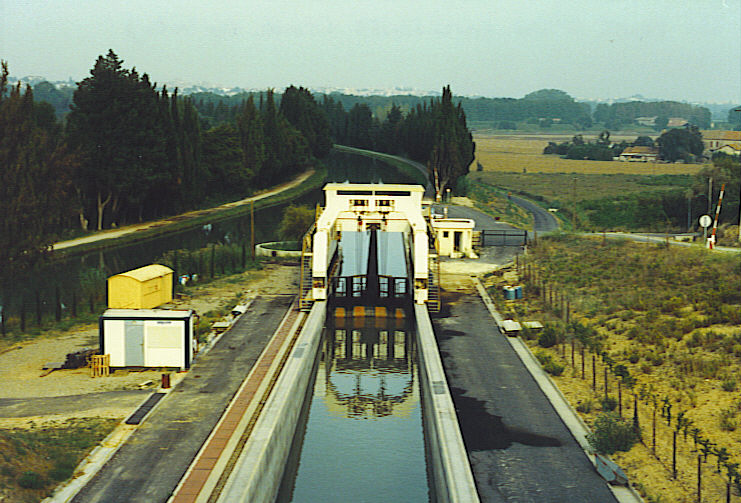
Rampa d'aigua per a vaixells a Fonserannes